# Materiana
Materiana (łac. Dioecesis Materianensis) – diecezja historyczna w Cesarstwie rzymskim w prowincji Byzacena, współcześnie w Tunezji. Obecnie katolickie biskupstwo tytularne.

## Biskupi tytularni
| Lp. | Biskup                      | Funkcja                                 | Od               | Do               |
| --- | --------------------------- | --------------------------------------- | ---------------- | ---------------- |
| 1   | József Bánk                 | biskup pomocniczy Győr (Węgry)          | 15 września 1964 | 10 stycznia 1969 |
| 2   | Jorge Maria Hourton Poisson | biskup pomocniczy Puerto Montt (Chile)  | 5 lutego 1969    | 5 grudnia 2011   |
| 3   | José Manuel Romero Barrios  | biskup pomocniczy Barcelony (Wenezuela) | 2 lutego 2012    | 31 maja 2018     |
| 4   | Algirdas Jurevičius         | biskup pomocniczy Kowna (Litwa)         | 2 lipca 2018     | 1 czerwca 2020   |
| 5   | Anton Ranjith               | biskup pomocniczy Kolombo (Sri Lanka)   | 13 lipca 2020    |                  |